# Puchar Świata w Zapasach 2003 – styl klasyczny mężczyzn
Zawody Pucharu Świata w 2003 roku w stylu klasycznym mężczyzn odbyły się w dniach 25-26 października w Ałmaty w Kazachstanie.

## Ostateczna kolejność drużynowa
| Poz. | Państwo           |
| ---- | ----------------- |
|      | Rosja             |
|      | Kazachstan        |
|      | Gruzja            |
| 4.   | Turcja            |
| 5.   | Stany Zjednoczone |

## Wyniki
- Rosja –  Kazachstan 16-8
- Rosja –  Turcja 15-9
- Rosja –  Gruzja 14-11
- Rosja –  Stany Zjednoczone 24-3
- Kazachstan –  Turcja 22-3
- Kazachstan –  Gruzja 16-8
- Kazachstan –  Stany Zjednoczone 22-3
- Turcja –  Gruzja 7-15
- Turcja –  Stany Zjednoczone 18-7
- Gruzja –  Stany Zjednoczone 20-6

### Klasyfikacja indywidualna
| Waga   |                      |                      |                        | 4                   | 5                   | 6                 | 7                  |
| ------ | -------------------- | -------------------- | ---------------------- | ------------------- | ------------------- | ----------------- | ------------------ |
| 55 kg  | Äset Imanbajew       | Giejdar Mamiedalijew | Irakli Czoczua         | Siergiej Pietrow    | Ercan Yıldız        | Bayram Özdemir    | Lindsey Durlacher  |
| 60 kg  | Nurłan Kojżajganow   | Bünyamin Emik        | Aleksiej Szewcow       | Akaki Czaczua       | Rustem Mambietow    | Gleen Nieradka    | ----               |
| 66 kg  | Mychitar Manukian    | Maksim Siemionow     | Şeref Tüfenk           | Manuczar Kwirkwelia | Rustem Mambietow    | Michael Ellsworth | ----               |
| 74 kg  | Michaił Iwanczenko   | Danił Chalimow       | Badri Chasaia          | Keith Sieracki      | Aleksiej Głuszkow   | Mahmut Altay      | ----               |
| 84 kg  | Muchran Wachtangadze | Abdułła Dżabraiłow   | Aleksandr Mieńszczikow | Serkan Özden        | Nazmi Avluca        | Jack Clark        | ----               |
| 96 kg  | Ramaz Nozadze        | Justin Ruiz          | Gogi Koguaszwili       | Margułan Äsembekow  | Wasilij Tiepłouchow | Nazmi Avluca      | Mustafa Cetinyurek |
| 120 kg | Gieorgij Curcumia    | Chasan Barojew       | Mirian Giorgadze       | Aleksiej Tarabarin  | Fatih Bakir         | Dremiel Byers     | Yekta Yılmaz Gül   |